# Art Basel
Art Basel és una mostra d'art contemporani que té lloc anualment a Basilea, Miami Beach, i Hong Kong. A cada mostra hi ha galeries, professionals del sector, obres d'art i una programació paral·lela realitzada en col·laboració amb la ciutat amfitriona i institucions locals. Art Basel ofereix una plataforma per a les galeries que permeten l'accés a una audiència internacional de col·leccionistes, directors de museus i conservadors.